# 勒烏德莫里鄉
45°30′N 22°51′E / 45.5°N 22.85°E
勒烏德莫里鄉（羅馬尼亞語：Comuna Râu de Mori, Hunedoara），是羅馬尼亞的鄉份，位於該國西部，由胡內多阿拉縣負責管轄，面積386平方公里，海拔高度497米，2007年人口3,264，人口密度每平方公里8人。